# Stanislav Gron
Stanislav Gron (Bratislava, 28 ottobre 1978) è un hockeista su ghiaccio slovacco, milita come attaccante.

## Carriera

### Club
Dopo essere cresciuto nel settore giovanile della squadra della propria città, lo Slovan Bratislava, nel 1997 Stanislav Gron fu scelto al secondo giro del draft NHL dai New Jersey Devils e giocò per le due stagioni successive in Western Hockey League con le maglie di Seattle e Kootenay.
Dal 1999 al 2002 giocò nella formazione affiliata ai Devils in American Hockey League degli Albany River Rats, collezionando 82 punti in 202 partite disputate. Con i New Jersey Devils giocò invece un solo incontro nella stagione 2000-2001.
Nella stagione 2002-2003 ritornò in Europa nella Extraliga ceca vestendo le maglia del Vítkovice Steel e dello Slavia Praga. Nelle successive due stagioni e mezzo ritornò in Slovacchia vincendo un titolo nazionale con lo MsHK Žilina; dal 2003 al 2006 raccolse 128 presenze con 38 reti e 47 assist.
Nella stagione 2006-2007 Gron giocò parte del campionato in Germania nella DEL con i Füchse Duisburg, prima di ritornare nel mese di dicembre ancora nella Extraliga slovacca con la maglia dell'HC Košice. Con la squadra slovacca Gron vinse tre titoli nazionali consecutivi e fu in grado di ottenere 273 punti in 343 partite giocate.
Nella stagione 2012-2013 sbarcò in Italia dove fu ingaggiato dalla SG Cortina. Al termine della stagione regolare conquistò il titolo di miglior marcatore della Serie A con 34 centri. Nel mese di giugno fu riconfermato anche per la stagione 2013-2014.

### Nazionale
Alla fine degli anni 1990 Gron militò nelle rappresentative giovanili slovacche in occasione di un Campionato europeo U18 e di due Campionati mondiali U20. Nella primavera del 2010 fu convocato per il Campionato mondiale giocato in Germania.

## Palmarès

### Club
- Extraliga slovacca: 4

Zilina: 2005-2006
Kosice: 2008-2009, 2009-2010, 2010-2011

### Individuale
- Extraliga All-Star Team: 2

2007-2008, 2010-2011
- Maggior numero di reti della Serie A: 1

2012-2013 (34 reti)